# Kingston Business School
Die Kingston Business School  in London ist Teil des Centre for High Performance, das aus leitenden Dozenten und Forschern der London Business School, Duke’s Fuqua School of Business, der Kingston Business School und der University of Oxford besteht, und gilt als eine renommierte Business School in Großbritannien. Die Europäische Stiftung für Managemententwicklung (EFMD) hat der Kingston Business School die EPAS Akkreditierung für drei Programmgruppen verliehen: Bachelor in Management, Master in Management und PhD in Business. Zudem hat die staatliche Hochschule eine dreifache Akkreditierung von der Association of MBAs für den MBA, ihren Master in Business Management, Master in International Business Management und ihr DBA-Programm.

## Geschichte
Die Ursprünge reichen bis in die 1960er Jahre zurück. Die Wirtschaftshochschule wurde 1970 als Teil der Fakultät für Wirtschaft und Recht der Fachhochschule Kingston gegründet, die 1992 zur Universität wurde.

## Organisation und Partnerschaften
Es gibt fünf akademische Abteilungen: Accounting & Finance, Business Informationstechnologie & Operations Management, Business & Management, Führung & Personalmanagement und Marketing & Kommunikation. Diese bieten Bachelor-Studiengänge, Postgraduierten- und Doktorandenprogramme an.
Die Hochschule unterhält Partnerschaften mit akademischen Institutionen in Europa, den USA und Asien, u. a. in Russland, Griechenland und Indien, wo sie Studiengänge wie den Master of Business Administration, ein Internationales HRM-Programm und einen MA in Leadership Practice anbietet.

## Forschung
Es gibt fünf Forschungszentren, die das Asiengeschäft in folgenden Bereichen abdecken: Business-to-Business-Marketing; Beschäftigung, Fähigkeiten und Gesellschaft; Führung und Management im Gesundheitsbereich; kleine Unternehmen. Außerdem hat die Universität neun internationale Forschungsgruppen, die sich mit Verhalten und Praxis beschäftigen: Geschäftsmodellierung und Analyse, Konsumentenforschung, innovative Technologien, Engagement der Mitarbeiter, Wissens-, Prozess- und Projektmanagement, Führungs- und Arbeitspsychologie und Operationen.

## Campus und Studentenleben
Der Campus ist nur wenige Gehminuten vom Richmond Park entfernt und in der Nähe vom Wimbledon Common. Ein kostenloser Bus-Service für Studenten fährt regelmäßig zwischen Campus und Kingston Town Centre, das auch nicht weit vom Kingston Hill liegt. Die Innenstadt von London erreicht man in etwa 20 bis 25 Minuten. Der Campus verfügt über Einrichtungen für Studenten, darunter Tagungsräume, ausgewiesene Studienräume, zahlreiche Computerlabore, ein Lerncafé und ein Learning Resources Center, bekannt als das Nachtigallen-Zentrum. Die Kingston Business School hat eine der ethnisch vielfältigsten Studentengruppen in Großbritannien. Auch auf dem Campus befindet sich eine Halle der Residenz für etwa 600 Studenten, ein Musikstudio, ein Café, ein Restaurant und eine Bar. Zu den Sport- und Fitnessaktivitäten auf dem Kingston Hill gehören Fußball, Tischtennis, Golf und Badminton. Darüber hinaus hat die Universität auch eigene Sportvereine und -teams.

## Alumni
- Tony Ball, Marketer, früherer Chief Executive Officer von Sky plc
- Maureen Duffy, Chief Executive Officer, Newspapers Marketing Agency[15]
- Andrew Haines, Chief Executive, Civil Aviation Authority[16]
- Ed McKeever, Olympic Gold Medallist in Kayaking
- John Tiner, ehemaliger Chief Executive Officer der Financial Services Authority[17]
- Francis Yeoh, Manager und Chief Executive Officer von YTL Corporation
- Matt Zemlin, Manager, IT-Security und Online Experte